# Trois Étrangers (film, 1968)
Pour les articles homonymes, voir Trois Étrangers.
Pour plus de détails, voir Fiche technique et Distribution.
Trois Étrangers (The Subject Was Roses) est un film américain réalisé par Ulu Grosbard, adapté de la pièce de théâtre éponyme de Frank D. Gilroy, sorti en 1968.

## Synopsis
Alors qu'il revient effondré et épuisée de la Seconde Guerre mondiale, Timmy Cleary est à nouveau confronté aux problèmes familiaux et divers qui l'entourent.

## Fiche technique
- Titre : The Subject Was Roses
- Réalisation : Ulu Grosbard
- Scénario : Frank D. Gilroy, d'après sa pièce de théâtre The Subject Was Roses
- Photographie : Jack Priestley
- Montage : Gerald B. Greenberg
- Musique : Lee Pockriss
- Décors : John Godfrey
- Costumes : Anna Hill Johnstone
- Producteurs : Edgar Lansbury et Kenneth Utt
- Sociétés de production : Metro-Goldwyn-Mayer (MGM), Edgar Lansbury Productions Inc., T.D.J. Productions Inc., Delos Productions Inc.
- Sociétés de distribution : Metro-Goldwyn-Mayer (MGM)
- Pays de production :  États-Unis
- Format : Couleur (Metrocolor) — 35 mm — 1,85:1 — Son : Mono
- Genre : Film dramatique
- Durée : 107 minutes
- Dates de sortie : 
  - États-Unis : 13 octobre 1968 (New York)
  - Espagne : 20 octobre 1969 (Madrid) / 24 février 1970 (Barcelone)
  - Portugal : 27 août 1970

## Distribution
- Patricia Neal : Nettie Cleary
- Jack Albertson : John Cleary
- Martin Sheen : Timmy Cleary
- Don Saxon :  Manager du nightclub
- Grant Gordon : Homme dans le nightclub

## Récompenses et distinctions
- Oscar du meilleur acteur dans un second rôle pour Jack Albertson